# Gesta Hunnorum et Hungarorum
Činy Hunů a Uhrů (latinsky Gesta Hunnorum et Hungarorum; jiné názvy: Kronika Šimona z Kézy, Činy Uhrů (II), Skutky Uhrů (II), Gesta Hungarorum (II); lat. Gesta Hungarorum) je významná středověká kronika o dějinách Uherska, původu Maďarů a jejich příchodu do Panonské pánve. Pochází z let 1272 - 1285.
Má dvě části:
- Tzv. hunská kronika (hunská historie): zabývá se údajným příbuzenstvem starých Maďarů a Hunů, nemá historickou hodnotu, velmi pravděpodobně byla převzata z Kroniky mistra Ákoše (protože mistr Ákoš je přímo autorem)
- Tzv. uherská kronika (uherská historie): zkrácená verze Kroniky mistra Ákoše, doplněná o poslední historické události (např. bitvu na Moravském poli)

Podobně jako Anonymova kronika, i tato kronika je ve starších dějinách zcela nespolehlivá a popisy příchodu Maďarů do Panonské pánve a porážky Velké Moravy v těchto dvou kronikách si zcela protiřečí.